# Distrikt Belén (Maynas)
Der Distrikt Belén ist ein Distrikt in der Provinz Maynas in der Region Loreto in Nordost-Peru. Der am 5. November 1999 gegründete Distrikt entstand aus Teilen des Distrikts Iquitos. Der Distrikt hat eine Fläche von 611 km². Beim Zensus 2017 wurden 69.608 Einwohner gezählt. 10 Jahre zuvor lag die Einwohnerzahl bei 68.806. Verwaltungssitz ist die 110 m hoch gelegene Stadt Belén, ein südwestlicher Vorort von Iquitos mit 61.158 Einwohnern (Stand 2017).

## Geographische Lage
Der Distrikt Belén liegt im peruanischen Amazonasgebiet im Osten der Provinz Maynas. Er erstreckt sich beiderseits des Amazonas.
Der Distrikt Belén grenzt im Westen an die Distrikte San Juan Bautista, Iquitos und Punchana, im Nordosten an den Distrikt Indiana sowie im Südosten an den Distrikt Fernando Lores.